# UCI World Tour 2022
L'UCI World Tour 2022 è stata la dodicesima edizione del circuito organizzato dall'UCI, che sostituisce il vecchio calendario mondiale. È partito il 20 febbraio 2022 dagli Emirati Arabi Uniti con l'UAE Tour e non come d'abitudine in Australia col Tour Down Under perché la corsa è stata cancellata a causa della pandemia di COVID-19, ed è terminato l'8 ottobre 2022 con il Giro di Lombardia.

## Squadre
Le squadre che disputano la stagione 2022 dell'UCI World Tour sono 18, una in meno dell'anno passato per effetto dell'esclusione da parte dell'UCI del Team Qhubeka NextHash.
| Cod. | Squadra                            | Biciclette       | Gruppo     | Ruote                |
| ---- | ---------------------------------- | ---------------- | ---------- | -------------------- |
| ACT  | AG2R Citroën Team                  | BMC              | Campagnolo | Campagnolo, Pirelli  |
| AST  | Astana Qazaqstan Team              | Wilier Triestina | Shimano    | Corima, Vittoria     |
| TBV  | Bahrain Victorious                 | Merida           | Shimano    | Vision, Continental  |
| BOH  | Bora-Hansgrohe                     | Specialized      | Shimano    | Roval, Specialized   |
| COF  | Cofidis                            | De Rosa          | Campagnolo | Fulcrum, Michelin    |
| EFE  | EF Education-EasyPost              | Cannondale       | Shimano    | Vision, Vittoria     |
| GFC  | Groupama-FDJ                       | Lapierre         | Shimano    | Shimano, Continental |
| IGD  | Ineos Grenadiers                   | Pinarello        | Shimano    | Shimano, Continental |
| IWG  | Intermarché-Wanty-Gobert Matériaux | Cube             | Shimano    | Fulcrum, Continental |
| IPT  | Israel-Premier Tech                | Factor           | Shimano    | Black Ink., Maxxis   |
| TJV  | Jumbo-Visma                        | Cervélo          | Shimano    | Shimano, Vittoria    |
| LTS  | Lotto Soudal                       | Ridley           | Campagnolo | Campagnolo, Vittoria |
| MOV  | Movistar Team                      | Canyon           | SRAM       | Zipp, Continental    |
| QST  | Quick-Step Alpha Vinyl Team        | Specialized      | Shimano    | Roval, Specialized   |
| BEX  | Team BikeExchange-Jayco            | Giant            | Shimano    | Shimano, Pirelli     |
| DSM  | Team DSM                           | Scott            | Shimano    | Shimano, Vittoria    |
| TFS  | Trek-Segafredo                     | Trek             | SRAM       | Bontrager, Pirelli   |
| UAD  | UAE Team Emirates                  | Colnago          | Campagnolo | Campagnolo, Pirelli  |

## Calendario
La stagione 2022 si presenta con un calendario per le squadre con licenza World Tour molto simile a quello della stagione 2021. Gli unici eventi annullati per via della pandemia di COVID-19 sono le corse australiane del Tour Down Under e della Cadel Evans Great Ocean Road Race. L'8 giugno 2022 viene annullato il Benelux Tour a causa di un calendario sovraccarico, che creava problemi soprattutto a livello logistico e mediatico. Il 17 giugno 2022 il Tour of Guangxi viene anch'esso annullato a causa della pandemia di COVID-19.
| Evento                                 | Data                   | Vincitore                                    | Secondo                                      | Terzo                                        | Squadra del vincitore                        |
| -------------------------------------- | ---------------------- | -------------------------------------------- | -------------------------------------------- | -------------------------------------------- | -------------------------------------------- |
| Tour Down Under                        | 18-23 gennaio          | annullato a causa della pandemia di COVID-19 | annullato a causa della pandemia di COVID-19 | annullato a causa della pandemia di COVID-19 | annullato a causa della pandemia di COVID-19 |
| Cadel Evans Great Ocean Road Race      | 30 gennaio             | annullato a causa della pandemia di COVID-19 | annullato a causa della pandemia di COVID-19 | annullato a causa della pandemia di COVID-19 | annullato a causa della pandemia di COVID-19 |
| UAE Tour (2022)                        | 20-26 febbraio         | Tadej Pogačar                                | Adam Yates                                   | Pello Bilbao                                 | UAE Team Emirates                            |
| Omloop Het Nieuwsblad (2022)           | 26 febbraio            | Wout Van Aert                                | Sonny Colbrelli                              | Greg Van Avermaet                            | Jumbo-Visma                                  |
| Strade Bianche (2022)                  | 5 marzo                | Tadej Pogačar                                | Alejandro Valverde                           | Kasper Asgreen                               | UAE Team Emirates                            |
| Parigi-Nizza (2022)                    | 6-13 marzo             | Primož Roglič                                | Simon Yates                                  | Daniel Martínez                              | Jumbo-Visma                                  |
| Tirreno-Adriatico (2022)               | 7-13 marzo             | Tadej Pogačar                                | Jonas Vingegaard                             | Mikel Landa                                  | UAE Team Emirates                            |
| Milano-Sanremo (2022)                  | 19 marzo               | Matej Mohorič                                | Anthony Turgis                               | Mathieu van der Poel                         | Bahrain Victorious                           |
| Volta a Catalunya (2022)               | 21-27 marzo            | Sergio Higuita                               | Richard Carapaz                              | João Almeida                                 | Bora-Hansgrohe                               |
| Classic Brugge-De Panne (2022)         | 23 marzo               | Tim Merlier                                  | Dylan Groenewegen                            | Nacer Bouhanni                               | Alpecin-Fenix                                |
| E3 Harelbeke (2022)                    | 25 marzo               | Wout Van Aert                                | Christophe Laporte                           | Stefan Küng                                  | Jumbo-Visma                                  |
| Gand-Wevelgem (2022)                   | 27 marzo               | Biniam Girmay                                | Christophe Laporte                           | Dries Van Gestel                             | Intermarchè-Wanty-Gobert                     |
| Dwars door Vlaanderen (2022)           | 30 marzo               | Mathieu van der Poel                         | Tiesj Benoot                                 | Thomas Pidcock                               | Alpecin-Fenix                                |
| Giro delle Fiandre (2022)              | 3 aprile               | Mathieu van der Poel                         | Dylan van Baarle                             | Valentin Madouas                             | Alpecin-Fenix                                |
| Giro dei Paesi Baschi (2022)           | 4-9 aprile             | Daniel Martínez                              | Ion Izagirre                                 | Aleksandr Vlasov                             | Ineos Grenadiers                             |
| Amstel Gold Race (2022)                | 10 aprile              | Michał Kwiatkowski                           | Benoît Cosnefroy                             | Tiesj Benoot                                 | Ineos Grenadiers                             |
| Parigi-Roubaix (2022)                  | 17 aprile              | Dylan van Baarle                             | Wout Van Aert                                | Stefan Küng                                  | Ineos Grenadiers                             |
| Freccia Vallone (2022)                 | 20 aprile              | Dylan Teuns                                  | Alejandro Valverde                           | Aleksandr Vlasov                             | Bahrain Victorious                           |
| Liegi-Bastogne-Liegi (2022)            | 24 aprile              | Remco Evenepoel                              | Quinten Hermans                              | Wout Van Aert                                | Quick-Step Alpha Vinyl Team                  |
| Giro di Romandia (2022)                | 26 aprile-1º maggio    | Aleksandr Vlasov                             | Gino Mäder                                   | Simon Geschke                                | Bora-Hansgrohe                               |
| Eschborn-Francoforte (2022)            | 1º maggio              | Sam Bennett                                  | Fernando Gaviria                             | Alexander Kristoff                           | Bora-Hansgrohe                               |
| Giro d'Italia (2022)                   | 6-29 maggio            | Jai Hindley                                  | Richard Carapaz                              | Mikel Landa                                  | Bora-Hansgrohe                               |
| Giro del Delfinato (2022)              | 5-12 giugno            | Primož Roglič                                | Jonas Vingegaard                             | Ben O'Connor                                 | Jumbo-Visma                                  |
| Giro di Svizzera (2022)                | 12-19 giugno           | Geraint Thomas                               | Sergio Higuita                               | Jakob Fuglsang                               | Ineos Grenadiers                             |
| Tour de France (2022)                  | 1º-24 luglio           | Jonas Vingegaard                             | Tadej Pogačar                                | Geraint Thomas                               | Jumbo-Visma                                  |
| Classica di San Sebastián (2022)       | 30 luglio              | Remco Evenepoel                              | Pavel Sivakov                                | Tiesj Benoot                                 | Quick-Step Alpha Vinyl Team                  |
| Giro di Polonia (2022)                 | 30 luglio-5 agosto     | Ethan Hayter                                 | Thymen Arensman                              | Pello Bilbao                                 | Ineos Grenadiers                             |
| Vuelta a España (2022)                 | 19 agosto-11 settembre | Remco Evenepoel                              | Enric Mas                                    | Juan Ayuso                                   | Quick-Step Alpha Vinyl Team                  |
| Classica di Amburgo (2022)             | 21 agosto              | Marco Haller                                 | Wout Van Aert                                | Quinten Hermans                              | Bora-Hansgrohe                               |
| Bretagne Classic Ouest-France (2022)   | 28 agosto              | Wout Van Aert                                | Axel Laurance                                | Alexander Kamp                               | Jumbo-Visma                                  |
| / Benelux Tour                         | 29 agosto-4 settembre  | annullato                                    | annullato                                    | annullato                                    | annullato                                    |
| Grand Prix Cycliste de Québec (2022)   | 9 settembre            | Benoît Cosnefroy                             | Michael Matthews                             | Biniam Girmay                                | AG2R Citroën Team                            |
| Grand Prix Cycliste de Montréal (2022) | 11 settembre           | Tadej Pogačar                                | Wout Van Aert                                | Andrea Bagioli                               | UAE Team Emirates                            |
| Giro di Lombardia (2022)               | 8 ottobre              | Tadej Pogačar                                | Enric Mas                                    | Mikel Landa                                  | UAE Team Emirates                            |
| Tour of Guangxi                        | 13-18 ottobre          | annullato a causa della pandemia di COVID-19 | annullato a causa della pandemia di COVID-19 | annullato a causa della pandemia di COVID-19 | annullato a causa della pandemia di COVID-19 |

## Classifiche
Dal 2019, l'unica classifica valida a livello internazionale è l'UCI World Ranking, che già dal 2016 fornisce una classifica individuale ed una per Nazioni. A queste viene aggiunta la classifica mondiale UCI per team, stilata in base ai risultati ottenuti dai 10 migliori corridori per ogni squadra, riprendendo così la graduatoria già presente nell'UCI World Tour. Esistono anche due ulteriori classifiche individuali, una limitata alle sole corse di un giorno e l'altra invece specifica per le corse a tappe.